# Stahlfachwerkturm

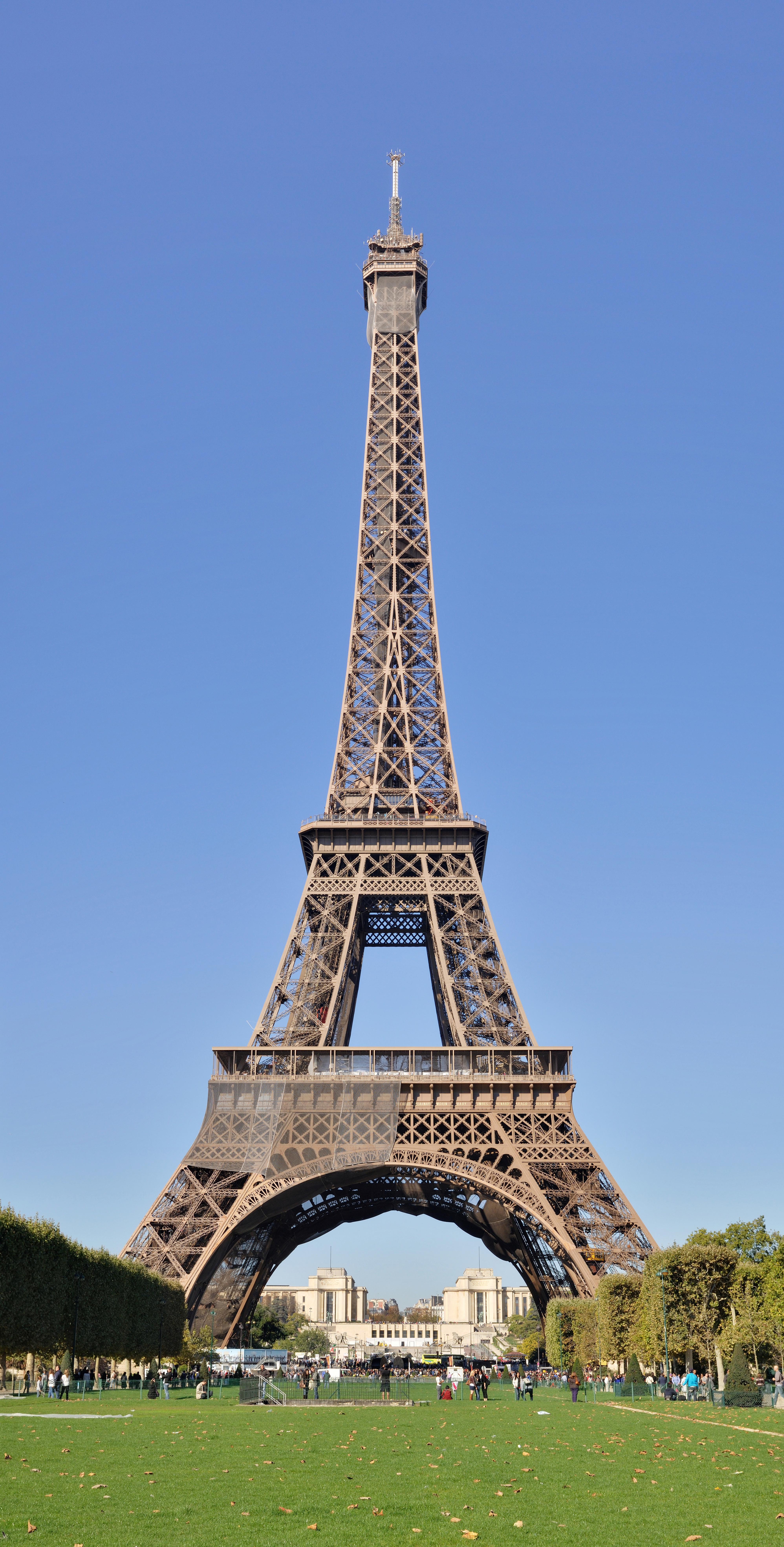
Einer der bekanntesten Stahlfachwerktürme ist der Eiffelturm

Ein Stahlfachwerkturm ist ein Turm, dessen tragendes Element ein Fachwerk aus genieteten, geschraubten oder auch geschweißten Eisen- und Stahl-Teilen ist. Hierbei werden geschraubte Konstruktionen für Freileitungsmaste verwendet, während große Stahlfachwerktürme, wie der Eiffelturm vernietet oder auch – wie der Fernsehturm Kiew – geschweißt sind. Die Bauweise wird seit dem 19. Jahrhundert praktiziert, bekanntestes Bauwerk ist der Eiffelturm. Sie werden heute im Allgemeinen als Aussichtsturm, Hochspannungsmasten, Fernsehturm oder Sendeturm genutzt.

## Sendetürme mit Aussichtsplattform bzw. Aussichtstürme

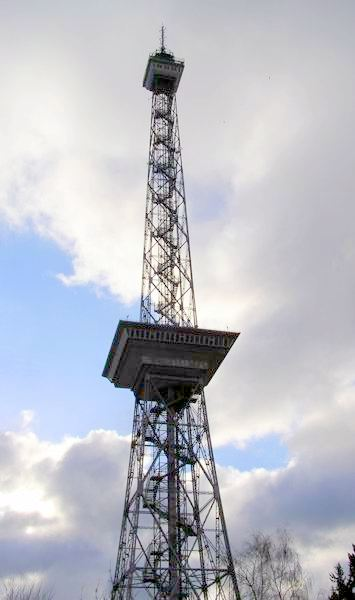
Berliner Funkturm

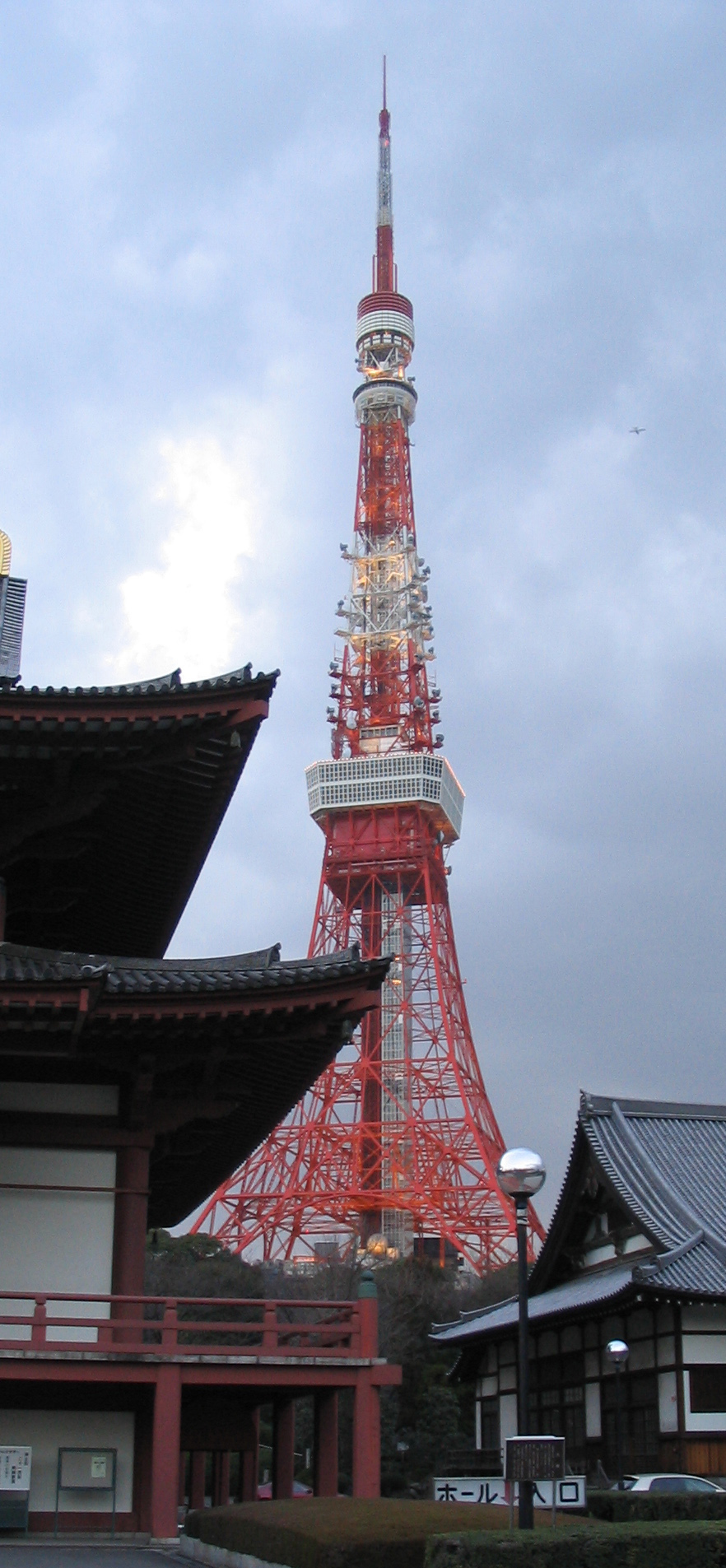
Tokyo Tower

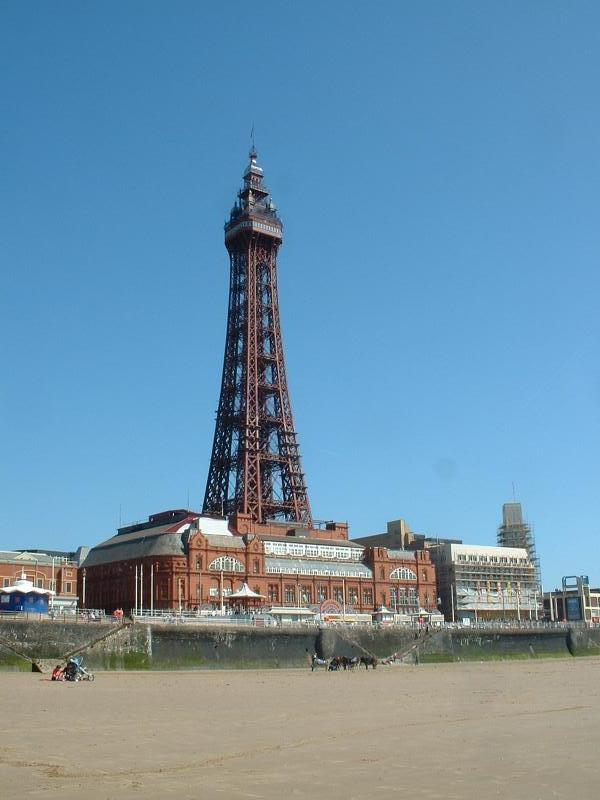
Blackpool Tower

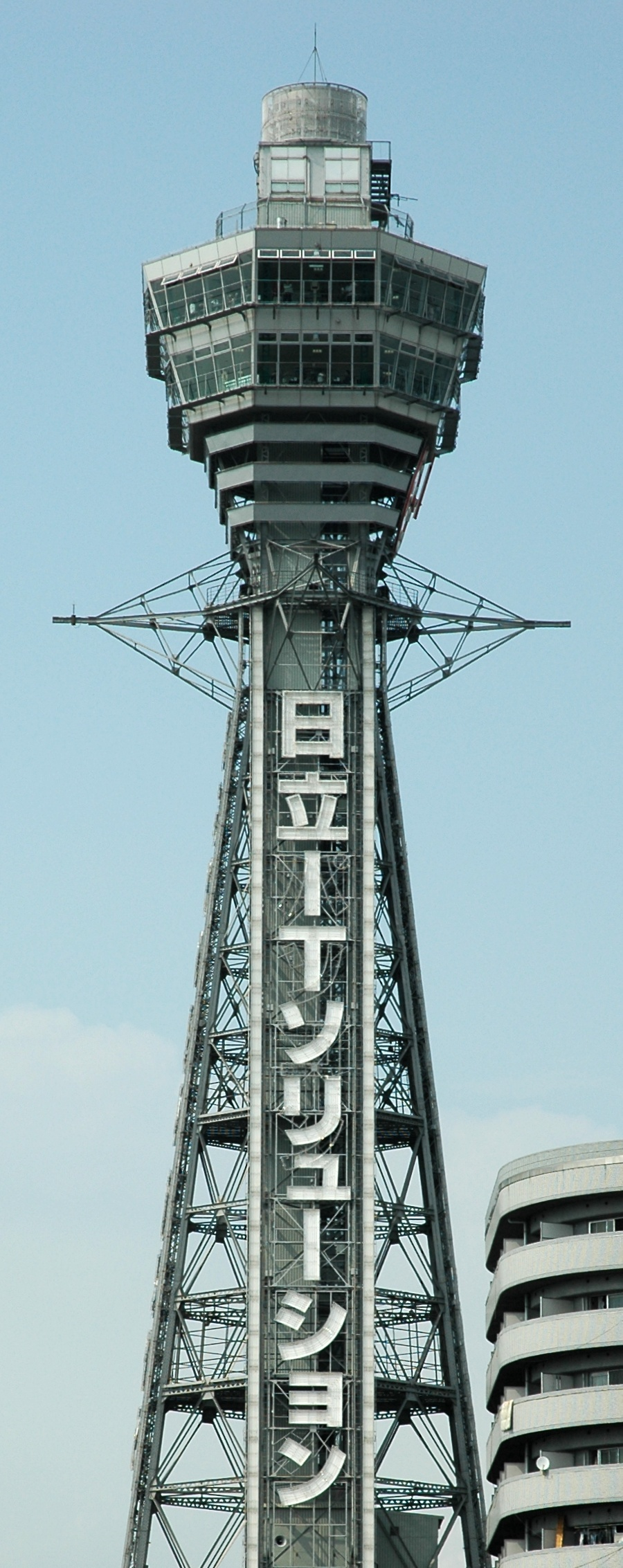
Tsutenkaku
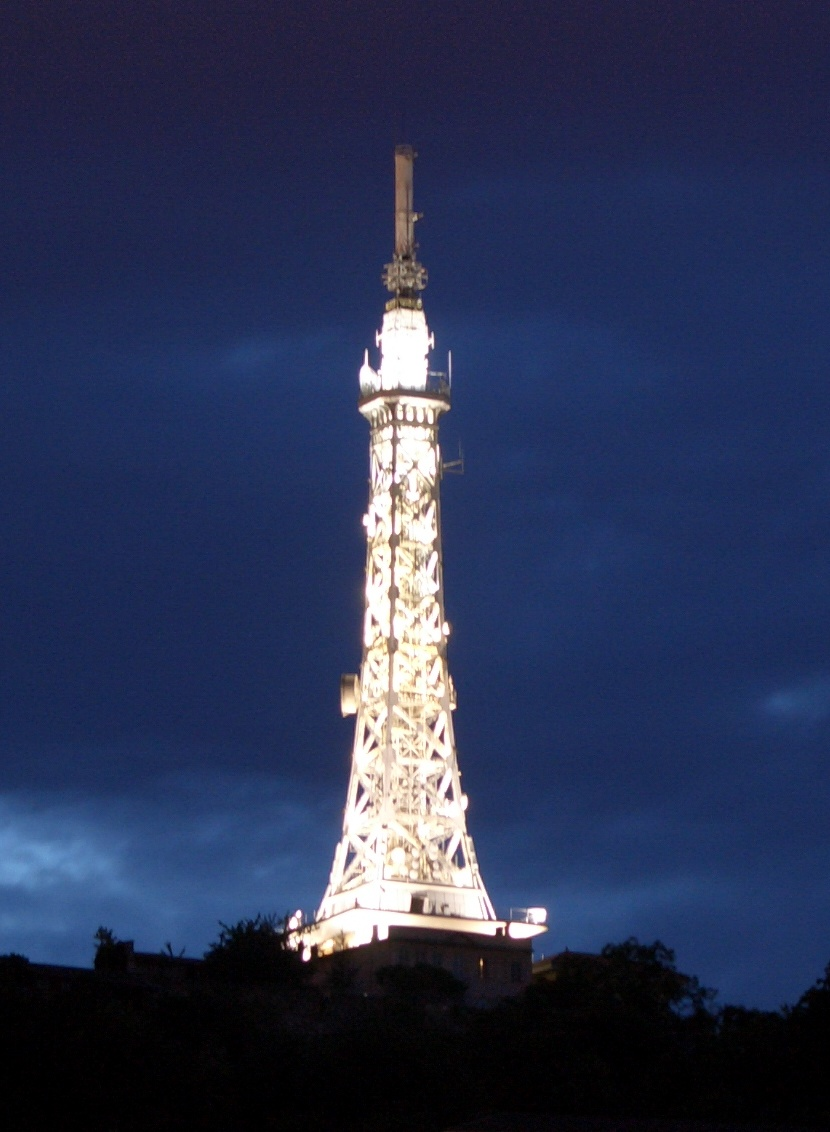
Tour métallique de Fourvière (Nachtansicht)
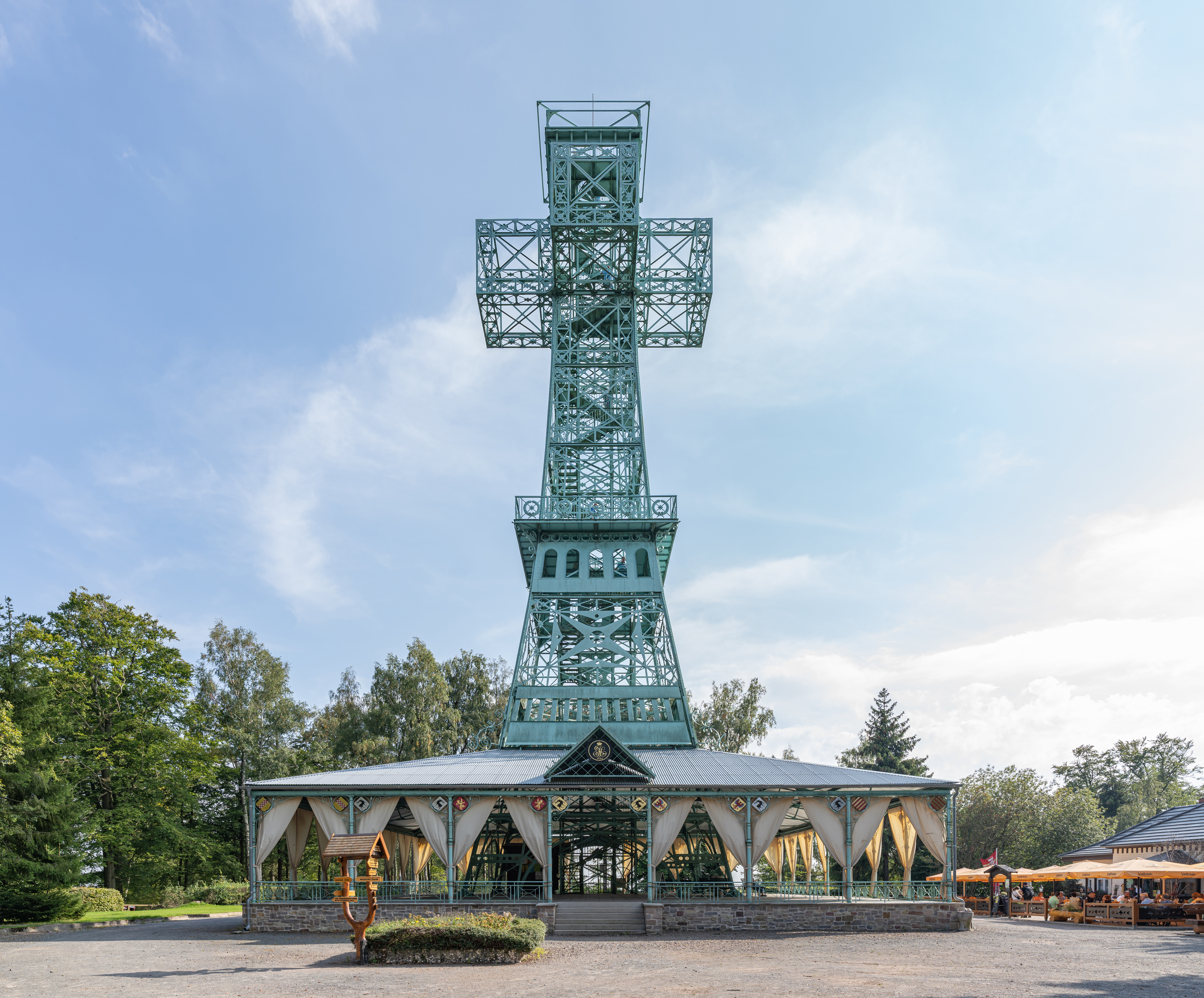
Josephskreuz

| Turm                                | Baujahr   | Land                | Stadt                  | Höhe     | Bemerkungen |
| Fernsehturm Kiew                    | 1973      | Ukraine             | Kiew                   | 385 m    | |
| Fernsehturm Taschkent               | 1985      | Usbekistan          | Taschkent              | 374,9 m  | |
| Drachenturm                         | 2000      | China               | Harbin                 | 336 m    | |
| Tokyo Tower                         | 1957      | Japan               | Tokio                  | 333 m    | |
| Eiffelturm                          | 1889      | Frankreich          | Paris                  | 324 m    | |
| Sender Düdelingen                   | 1956/1957 | Luxemburg           | Düdelingen             | 299 m    | 1982: Neubau nach Flugzeugkollision                                                                                 |
| Fernsehturm Zhuzhou                 | 1999      | Volksrepublik China | Zhuzhou                | 293 m    | |
| Fernsehturm Shijiazhuang            | 1998      | China               | Shijiazhuang           | 280 m    | |
| Fernsehturm Qingdao                 | 1994      | China               | Qingdao                | 232 m    | |
| Fernsehturm Brasília                | 1967      | Brasilien           | Brasilia               | 218 m    | |
| Fernsehturm Guangzhou               | 1991      | China               | Guangzhou              | 217 m    | |
| Fernsehturm Guangdong               | 1965      | China               | Guangdong              | 200 m    | |
| Sendeturm Bol d’Air                 | ?         | Belgien             | Lüttich                | 210 m    | |
| Funkturm Leipzig                    | 2015      | Deutschland         | Leipzig                | 191 m    | |
| Fernsehturm Nagoya                  | 1954      | Japan               | Nagoya                 | 180 m    | |
| Odinstårnet                         | 1935      | Dänemark            | Odense                 | 175 m    | am 14. Dezember 1944 zerstört                                                                                       |
| New Brighton Tower                  | 1900      | Großbritannien      | Liverpool              | 172,8 m  | zerstört |
| Eiffelturm Las Vegas                | 1999      | USA                 | Las Vegas              | 165 m    | Nachbau des Eiffelturms                                                                                             |
| Osaka ABC Tower                     | 1966      | Japan               | Osaka                  | 160 m    | |
| Funkturm Halle / Saale              | 2005      | Deutschland         | Halle / Saale          | 160 m    | |
| Blackpool Tower                     | 1894      | Großbritannien      | Blackpool              | 158 m    | |
| Funkturm Berlin                     | 1926      | Deutschland         | Berlin                 | 150 m    | Einziger Aussichtsturm, der auf Isolatoren steht                                                                    |
| Fernsehturm Sapporo                 | 1957      | Japan               | Sapporo                | 147,2 m  | |
| Vasco-da-Gama-Turm                  | 1998      | Portugal            | Lissabon               | 145 m    | |
| Aussichtsturm der Cité de l’Énergie | 1997      | Kanada              | Shawinigan, Quebec     | 115 m    | |
| Torre Branca                        | ?         | Italien             | Mailand                | 108,6 m  | |
| Hafenturm Kobe                      | 1963      | Japan               | Kobe                   | 108 m    | |
| Marine Tower Yokohama               | 1961      | Japan               | Yokohama               | 106 m    | |
| Tsūtenkaku                          | ?         | Japan               | Osaka                  | 103 m    | |
| Hafenturm Hakata                    | 1964      | Japan               | Fukuoka                | 103 m    | |
| Tour métallique de Fourvière        | 1894      | Frankreich          | Lyon                   | 101 m    | Seit 1953 nicht mehr als Aussichtsturm genutzt                                                                      |
| Beppu Tower                         | 1957      | Japan               | Beppu                  | 100 m    | |
| Sendeturm Cholfirst                 | 1973      | Schweiz             | Flurlingen             | 096 m    | |
| Sunsphere                           | 1982      | USA                 | Knoxville              | 081,07 m | |
| Torre Sant Sebastia                 | 1931      | Spanien             | Barcelona              | 081 m    | Endstation der Hafenseilbahn Barcelona                                                                              |
| Fernsehturm Hiratsuka               | 1972      | Japan               | Hiratsuka              | 070 m    | |
| Hot Springs Mountain Tower          | 1983      | USA                 | Hot Springs Mountain   | 065,8 m  | |
| Petřínská rozhledna                 | 1891      | Tschechien          | Prag                   | 060 m    | |
| Sendeturm Bachtel                   | 1996      | Schweiz             | Hinwil                 | 060 m    | |
| Green Tower                         | 1998      | Japan               | Sanbu                  | 060 m    | |
| Funkturm Groß Reken Melchenberg     | ?         | Deutschland         | Reken                  | 060 m    | |
| Aussichtsturm Schomberg             | 2005/2006 | Deutschland         | Sundern                | 060 m    | |
| Aalborgtårnet                       | 1933      | Dänemark            | Aalborg                | 054,9 m  | |
| Aussichtsturm Ahlbeck               | 1998      | Deutschland         | Ahlbeck                | 050 m    | |
| Watkin’s Tower                      | 1891      | Großbritannien      | London                 | 047 m    | unvollendet, abgerissen                                                                                             |
| Hagenturm                           | 1904      | Schweiz             | Merishausen            | 040 m    | Auf seiner Spitze ein Radom der Schweizer Armee                                                                     |
| Aussichtsturm Hubenloch             | 2008      | Deutschland         | Villingen-Schwenningen | 038 m    | Einer der höchstgelegenen Rosengärten Europas (750 m)                                                               |
| Josephskreuz                        | 1896      | Deutschland         | Stolberg/Harz          | 038 m    | |
| Lembergturm                         | 1899      | Deutschland         | Lemberg                | 033 m    | Weiteste Fernsicht Deutschlands (295 km → Mont Blanc)                                                               |
| Aussichtsturm Poppenberg            | 1897      | Deutschland         | Ilfeld                 | 033 m    | |
| Aussichtsturm Wanne                 | 1888      | Deutschland         | Villingen-Schwenningen | 030 m    | |
| Gehrenbergturm                      | 1903      | Deutschland         | Deggenhausertal        | 030 m    | |
| Turm der Einheit                    | 1962      | Deutschland         | Heldrastein            | 030 m    | Einstiger zusätzlich seilverankerter Stahlfachwerkturm einer Radaranlage, der in einen Aussichtsturm umgebaut wurde |
| Hochfirstturm                       | 1890      | Deutschland         | Titisee-Neustadt       | 025 m    | |
| Gustav-Vietor-Turm                  | 1882      | Deutschland         | Hohe Wurzel            | 025 m    | 2006 abgerissen |
| Büchenbronner Aussichtsturm         | 1883      | Deutschland         | Pforzheim              | 024,75 m | |
| Tour du Belvédère                   | 1898      | Frankreich          | Mulhouse-Belvédère     | 020 m    | |
| Gillerturm                          | 1892      | Deutschland         | Hilchenbach            | 015 m    | |

## Denkmäler
| Turm                      | Baujahr | Land      | Ort             | Höhe    | Bemerkungen |
| Torre del Reformador      | 1935    | Guatemala | Guatemala-Stadt | 075 m   |             |
| Gipfelkreuz Monte Gorbeia | 1907    | Spanien   | Monte Gorbea    | 017,2 m |             |

## Leuchttürme
| Turm              | Baujahr | Land        | Ort       | Höhe    | Bemerkungen |
| Leuchtturm Campen | 1889    | Deutschland | Krummhörn | 065,3 m |             |

## Windkraftanlagen
| Turm                                            | Baujahr   | Land         | Ort                                | Höhe     | Höhe          | Rotor- durchmesser | Bemerkungen          |
| Turm                                            | Baujahr   | Land         | Ort                                | gesamt   | Stahlfachturm | Rotor- durchmesser | Bemerkungen          |
| Windpark Nowy Tomyśl                            | 2012      | Polen        | Nowy Tomyśl                        | 210 m    | 160 m         | 100 m              | 2 Anlagen            |
| Fuhrländer Windkraftanlage Laasow               | 2006      | Deutschland  | Laasow, Brandenburg                | 205 m    | 160 m         | 090 m              |                      |
| Fuhrländer Windkraftanlagen Spremberg           | 2009      | Deutschland  | Spremberg, Brandenburg             | 191 m    | 141 m         | 100 m              | 9 Anlagen            |
| Fuhrländer Windkraftanlagen Laubersreuth        | 2010      | Deutschland  | Münchberg, Bayern                  | 191 m    | 141 m         | 100 m              | 2 Anlagen            |
| Vestas V66 Windkraftanlage Ewiger Fuhrmann      |           | Deutschland  | Kreuztal, Nordrhein-Westfalen      | 150 m    | 117 m         | 066 m              | 3 Anlagen            |
| Vestas V66 Windkraftanlagen Oyten               | 2000/2002 | Deutschland  | Oyten, Niedersachsen               | 150 m    | 117 m         | 066 m              | 2 Anlagen            |
| Fuhrländer FL77 Windkraftanlage Elspe           | 2001      | Deutschland  | Elspe, Nordrhein-Westfalen         | 150 m    | 111,5 m       | 077 m              |                      |
| Südwind S77 Windkraftanlagen Melle              | 2001/2003 | Deutschland  | Melle, Niedersachsen               | 150 m    | 111,5 m       | 077 m              | 6 Anlagen            |
| Südwind S77 Windkraftanlage Heisberg            | 2002      | Deutschland  | Freudenberg, Nordrhein-Westfalen   | 150 m    | 111,5 m       | 077 m              |                      |
| Südwind S77 Windkraftanlage Wallmersbach        | 2002      | Deutschland  | Uffenheim, Bayern                  | 150 m    | 111,5 m       | 077 m              |                      |
| Vestas V66 Windkraftanlagen Achim               | 2002      | Deutschland  | Achim, Niedersachsen               | 150 m    | 117 m         | 066 m              | 3 Anlagen            |
| Südwind S70/1500 Windkraftanlagen Badbergen     | 2002      | Deutschland  | Badbergen, Niedersachsen           | 150 m    | 114,5 m       | 070 m              | 12 Anlagen           |
| Südwind S70/1500 Windkraftanlagen Dinklage      | 2002      | Deutschland  | Dinklage, Niedersachsen            | 150 m    | 114,5 m       | 070 m              | 5 Anlagen            |
| Vestas V66 Windkraftanlagen Beedenbostel        | 2002      | Deutschland  | Beedenbostel, Niedersachsen        | 150 m    | 117 m         | 066 m              | 5 Anlagen            |
| Südwind S77 Windkraftanlagen Büddenstedt        | 2002      | Deutschland  | Helmstedt, Niedersachsen           | 150 m    | 111,5 m       | 077 m              | 2 Anlagen            |
| Südwind S70/1500 Windkraftanlagen Schwagstorf   | 2002      | Deutschland  | Ostercappeln, Niedersachsen        | 150 m    | 114,5 m       | 070 m              | 12 Anlagen           |
| Südwind S77 Windkraftanlage Kamp-Lintfort       | 2003      | Deutschland  | Kamp-Lintfort, Nordrhein-Westfalen | 150 m    | 111,5 m       | 077 m              | 2 Anlagen            |
| REpower MD77 Windkraftanlagen Wetzdorf          | 2003      | Deutschland  | Wetzdorf, Thüringen                | 150 m    | 111,5 m       | 077 m              | 2 Anlagen            |
| Südwind S77 Windkraftanlagen Hilgershausen      | 2003/2004 | Deutschland  | Felsberg, Hessen                   | 150 m    | 111,5 m       | 077 m              | 2 Anlagen            |
| Vestas V66 Windkraftanlagen Kirchlinteln        | 2004      | Deutschland  | Kirchlinteln, Niedersachsen        | 150 m    | 117 m         | 066 m              | 4 Anlagen            |
| Fuhrländer FL77 Windkraftanlagen Dretzen        | 2005      | Deutschland  | Dretzen, Brandenburg               | 150 m    | 111,5 m       | 077 m              | 10 Anlagen           |
| Nordex N90 Windkraftanlage Bad Laer             | 2005      | Deutschland  | Bad Laer, Niedersachsen            | 150 m    | 105 m         | 090 m              |                      |
| Fuhrländer FL77 Windkraftanlagen Illerich       | 2005      | Deutschland  | Illerich, Rheinland-Pfalz          | 150 m    | 111,5 m       | 077 m              | 2 Anlagen            |
| Nike-Windpark Laakdal                           | 2006      | Belgien      | Laakdal                            | 150 m    | 111,5 m       | 077 m              | 6 Anlagen            |
| Nordex N90 Windkraftanlagen Achmer              | 2006      | Deutschland  | Achmer, Niedersachsen              | 150 m    | 105 m         | 090 m              | 9 Anlagen            |
| Nordex N90 Windkraftanlagen Alfhausen           |           | Deutschland  | Alfhausen, Niedersachsen           | 150 m    | 105 m         | 090 m              | 12 Anlagen           |
| Nordex S77 Windkraftanlagen Voltlage            | 2006      | Deutschland  | Voltlage, Niedersachsen            | 150 m    | 111,5 m       | 077 m              | 7 Anlagen            |
| REpower MD77 Windkraftanlage Pattensen          | 2007      | Deutschland  | Pattensen, Niedersachsen           | 150 m    | 111,5 m       | 077 m              |                      |
| REpower MD77 Windkraftanlagen Kölkebeck         | 2007      | Deutschland  | Kölkebeck, Nordrhein-Westfalen     | 150 m    | 111,5 m       | 077 m              | 2 Anlagen            |
| REpower MD77 Windkraftanlagen Schorbus          | 2007      | Deutschland  | Schorbus, Brandenburg              | 150 m    | 111,5 m       | 077 m              | 2 Anlagen            |
| Fuhrländer FL70 Windkraftanlage Glandorf        | 2003      | Deutschland  | Glandorf, Niedersachsen            | 149,5 m  | 114,5 m       | 070 m              |                      |
| Südwind S77 Windkraftanlagen Urfeld             | 2001      | Deutschland  | Wesseling, Nordrhein-Westfalen     | 135 m    | 096,5 m       | 077 m              | 2 Anlagen            |
| Südwind S77 Windkraftanlage Vorderbreitenthann  | 2002      | Deutschland  | Uffenheim, Bayern                  | 135 m    | 096,5 m       | 077 m              |                      |
| Südwind S77 Windkraftanlagen Muthmannshofen     | 2002      | Deutschland  | Muthmannshofen, Bayern             | 135 m    | 096,5 m       | 077 m              | 2 Anlagen            |
| REpower MD77 Windkraftanlagen Werl              | 2002      | Deutschland  | Werl, Nordrhein-Westfalen          | 135 m    | 096,5 m       | 077 m              | 2 Anlage             |
| Südwind S77 Windkraftanlagen Bennien            | 2003      | Deutschland  | Melle, Niedersachsen               | 135 m    | 096,5 m       | 077 m              | 4 Anlagen            |
| REpower MD77 Windkraftanlagen Wetzdorf          | 2003      | Deutschland  | Wetzdorf, Thüringen                | 135 m    | 096,5 m       | 077 m              | 2 Anlagen            |
| Nordex S77 Windkraftanlage Kölkebeck            | 2006      | Deutschland  | Kölkebeck, Nordrhein-Westfalen     | 135 m    | 096,5 m       | 077 m              |                      |
| REpower MD77 Windkraftanlagen Litzendorf        | 2008      | Deutschland  | Litzendorf, Bayern                 | 135 m    | 096,5 m       | 077 m              | 2 Anlagen            |
| Nordex N62 Windkraftanlagen Auetal              | 2001      | Deutschland  | Auetal, Niedersachsen              | 100 m    | 069 m         | 062 m              | 3 Anlagen            |
| Nordex N62 Windkraftanlagen Möllenberg          | 2001      | Deutschland  | Möllenberg, Nordrhein-Westfalen    | 100 m    | 069 m         | 062 m              | 4 Anlagen            |
| Nordex N62 Windkraftanlagen Vechta              | 2001      | Deutschland  | Vechta, Niedersachsen              | 100 m    | 069 m         | 062 m              | 3 Anlagen            |
| Nordex N62 Windkraftanlagen Qingdao             | 2003      | China        | Qingdao                            | 100 m    | 069 m         | 062 m              | 12 Anlagen           |
| Vestas V47 Windkraftanlagen Barnstorf           | 2000      | Deutschland  | Barnstorf, Niedersachsen           | 099,5 m  | 076 m         | 047 m              | 4 Anlagen            |
| Vestas V47 Windkraftanlage Barver               | 2000      | Deutschland  | Barver, Niedersachsen              | 099,5 m  | 076 m         | 047 m              |                      |
| Vestas V47 Windkraftanlage Blender              | 2000      | Deutschland  | Blender, Niedersachsen             | 099,5 m  | 076 m         | 047 m              |                      |
| Vestas V47 Windkraftanlage Meinerzhagen         | 2000      | Deutschland  | Meinerzhagen, Niedersachsen        | 099,5 m  | 076 m         | 047 m              |                      |
| Vestas V47 Windkraftanlagen Ronnenberg          | 2001      | Deutschland  | Ronnenberg, Niedersachsen          | 099,5 m  | 076 m         | 047 m              |                      |
| Vestas V47 Windkraftanlage Blieskastel          | 2001      | Deutschland  | Blieskastel, Rheinland-Pfalz       | 099,5 m  | 076 m         | 047 m              |                      |
| Vestas V47 Windkraftanlagen Zehlendorf          | 2002      | Deutschland  | Zehlendorf, Brandenburg            | 099,5 m  | 076 m         | 047 m              |                      |
| Nordex N43 Windkraftanlagen Stemwede            | 1997      | Deutschland  | Stemwede, Nordrhein-Westfalen      | 099 m    | 077,5 m       | 043 m              | 10 Anlagen           |
| Nordex N43 Windkraftanlage Oelde                | 1997      | Deutschland  | Oelde, Nordrhein-Westfalen         | 099 m    | 077,5 m       | 043 m              |                      |
| Nordex N43 Windkraftanlage Silixen              | 1998      | Deutschland  | Silixen, Nordrhein-Westfalen       | 099 m    | 077,5 m       | 043 m              |                      |
| Nordex N43 Windkraftanlage Sassenberg           | 1998      | Deutschland  | Sassenberg, Nordrhein-Westfalen    | 099 m    | 077,5 m       | 043 m              |                      |
| Nordex N43 Windkraftanlage Osnabrück            | 1998      | Deutschland  | Osnabrück, Niedersachsen           | 099 m    | 077,5 m       | 043 m              |                      |
| Nordex N43 Windkraftanlage Celle                | 1998      | Deutschland  | Celle, Niedersachsen               | 099 m    | 077,5 m       | 043 m              |                      |
| Nordex N43 Windkraftanlagen Alzey-Hochborn      | 1998/1999 | Deutschland  | Alzey-Hochborn, Rheinland-Pfalz    | 099 m    | 077,5 m       | 043 m              | 14 Anlagen           |
| Nordex N43 Windkraftanlagen Fürfeld             | 1999      | Deutschland  | Fürfeld, Rheinland-Pfalz           | 099 m    | 077,5 m       | 043 m              | 2 Anlagen            |
| Nordex N60 Windkraftanlagen Brest               | 1999/2000 | Deutschland  | Brest, Niedersachsen               | 099 m    | 069 m         | 060 m              | 11 Anlagen           |
| Nordex N43 Windkraftanlage Lotte                | 2001      | Deutschland  | Lotte, Niedersachsen               | 099 m    | 077,5 m       | 043 m              |                      |
| Nordex N43 Windkraftanlage Fürfeld              | 2001      | Deutschland  | Fürfeld, Rheinland-Pfalz           | 099 m    | 077,5 m       | 043 m              |                      |
| Nordex N43 Windkraftanlage Rödinghausen         | 2001      | Deutschland  | Rödinghausen, Niedersachsen        | 099 m    | 077,5 m       | 043 m              |                      |
| Nordex N43 Windkraftanlagen Mücheln-Oechlitz    | 2003      | Deutschland  | Mücheln-Oechlitz, Sachsen          | 099 m    | 077,5 m       | 043 m              | 3 Anlagen            |
| SB56 Windkraftanlagen Erbendorf                 | 2003      | Deutschland  | Erbendorf, Bayern                  | 099 m    | 071 m         | 056 m              | 3 Anlagen            |
| Nordex N60 Windkraftanlagen Neustadt/Rübenberge | 1999/2000 | Deutschland  | Neustadt/Rübenberge, Niedersachsen | 095 m    | 065 m         | 060 m              | 9 Anlagen            |
| Nordex N43 Windkraftanlage Karpathos            | 1999      | Griechenland | Karpathos                          | 071,5 m  | 050 m         | 043 m              |                      |
| Nordex N29 Windkraftanlage Vöhrenbach-Fernhöhe  | 1996      | Deutschland  | Vöhrenbach, Baden-Württemberg      | 066,25 m | 051,5 m       | 029,5 m            |                      |
| Nordex N29 Windkraftanlage Salzburger Kopf      | 1996      | Deutschland  | Salzburg, Rheinland-Pfalz          | 066,25 m | 051,5 m       | 029,5 m            |                      |
| Nordex N29 Windkraftanlage Schwanebeck          |           | Deutschland  | Schwanebeck, Sachsen-Anhalt        |          |               |                    |                      |
| Nordex N27 Windkraftanlage Ramsloh              | 1995      | Deutschland  | Saterland, Niedersachsen           | 054 m    | 041 m         | 027 m              |                      |
| Windkraftanlage Axel Hettich                    | 2002      | Deutschland  | Schonach, Baden-Württemberg        | 036 m    | 030 m         | 012 m              | Typ: Enercon E-12/30 |
| Windpark Worobewskaja                           |           | Ukraine      | Worobewskaja                       | 026,5 m  | 018 m         | 017 m              |                      |
| Windpark Nowoasowskaja                          |           | Ukraine      | Nowoasowskaja                      | 026,5 m  | 018 m         | 017 m              |                      |
| Windpark Donuslawskaja                          |           | Ukraine      | Donuslawskaja                      | 026,5 m  | 018 m         | 017 m              |                      |
| Windpark Tarchankut                             |           | Ukraine      | Khornomorske                       | 026,5 m  | 018 m         | 017 m              |                      |
| Windpark Myrne                                  |           | Ukraine      | Myrne                              | 026,5 m  | 018 m         | 017 m              |                      |
| Enercon E-16 Windkraftanlage Groß Schenkenberg  |           | Deutschland  | Groß Schenkenberg, Niedersachsen   |          |               |                    |                      |

## Sonstige Türme, z.T. Aussichtstürme
| Turm                          | Baujahr | Land        | Ort                    | Höhe    | Bemerkungen                                                                |  |
| Fallschirmsprungturm Katowice | 1937    | Polen       | Kattowitz              | 062 m   | im Zweiten Weltkrieg zerstört, 35 m hohe Kopie als Denkmal am gleichen Ort |  |
| Stählibuckturm                | 1908    | Schweiz     | Stälibuck              | 026,8 m |                                                                            |  |
| Spelunkenturm                 | 1896    | Deutschland | Bad Pyrmont            | 025 m   |                                                                            |  |
| Aussichtsturm Wanne           | 1888    | Deutschland | Villingen-Schwenningen | 030 m   |                                                                            |  |